# Bomaanslag in Londense metro op 15 september 2017
De bomaanslag in metro in Londen op 15 september 2017 was een terroristische aanslag die tijdens de ochtendspits werd gepleegd in het metrostation Parsons Green. Bij de aanslag raakten 29 mensen lichtgewond.
De bom zou vooral een grote steekvlam gemaakt hebben en niet volledig zijn ontploft. Als dat wel was gebeurd, zouden er mogelijk tientallen doden gevallen zijn.

## Verloop
Omstreeks 8.20 uur ontplofte een explosief in een metrorijtuig in het station Parsons Green. Door de explosie raakten 29 mensen gewond. De meeste gewonden hadden brandwonden opgelopen. Een deel van de slachtoffers raakte gewond toen ze na de explosie probeerden te vluchten. De Londense politie bevestigde later dat de explosie een terroristische aanslag was. Na de aanslag werd een klopjacht geopend op de vermoedelijke daders.
Terreurgroep Islamitische Staat eiste de aanslag later die dag op via zijn persbureau Amaq.